# Cyclostremiscus cosmius
Cyclostremiscus cosmius är en snäckart. Cyclostremiscus cosmius ingår i släktet Cyclostremiscus och familjen Vitrinellidae. Inga underarter finns listade i Catalogue of Life.